# Triqui (volk)
De Triqui (Triqui: driki of yi nï´ nanj nïj ïn) zijn een indiaans volk woonachtig in de staat Oaxaca in Mexico. Er leven 29.018 Triqui in Mexico.

## Naamgeving
Triqui is een verbastering van driki, hetgeen 'grote vader' betekent, en de naam was waarmee de Triquileider zichzelf bij de komst van de Spanjaarden aanduidde. Door een misverstand is deze naam sindsdien aan het volk toegekend, zij noemen zichzelf liever yi nï´ nanj nïj ïn, mensen van de volledige taal.
Het leefgebied van de Triqui bevindt zich rond de plaats San Juan Copala in de Sierra Mixteca. Zij worden aan alle kanten omringd door de Mixteken, aan wie zij nauw verwant zijn, en veel Triqui spreken naast het Triqui dan ook wel wat Mixteeks.

## Geschiedenis
De Triqui werden in de 16e eeuw door de Spanjaarden onderworpen, maar stonden bekend om hun verzet tegen de koloniale autoriteiten en hun onafhankelijkheidszin. In 1823 waren zij de eerste indianen die in het pas onafhankelijk geworden Mexico in opstand kwamen.
De Triqui stonden en staan nog steeds bekend om hun gewelddadigheid, zowel onderling als tegen buitenstaanders, waarschijnlijk voor een groot deel toe te schrijven aan de verdeel-en-heerstactieken van de Mexicaanse overheid. Pas in de jaren 20 van de 20e eeuw kwamen de Triqui definitief onder controle van de centrale overheid, nadat hun gebied was toegekend aan grootgrondbezitters die er koffieplantages vestigden. Ook bestond decennialang een geheime eugenetische campagne waarbij veel Triqui tegen hun wil gesteriliseerd werden. In de jaren 70 slaagde een comité van oudere Triqui's er enige tijd in het geweld in te dammen, maar toen dit comité gecoöpteerd werd door de Institutioneel Revolutionaire Partij (PRI), de oppermachtige eenheidspartij, was het weer gedaan met de rust. In 1980 werd de Beweging voor Triqui-unificatie en Strijd (MULT) opgericht, begonnen als een boerenvakbond maar ook deze beweging werd ingekapseld door de PRI die het omtoverde in een paramilitaire organisatie.
In 2006 riepen de Triqui in San Juan Copala tijdens de protesten tegen gouverneur Ulises Ruiz de 'autonome gemeente San Juan Copala' uit. Ruiz wordt wel beschuldigd van het organiseren van doodseskaders in de regio Triqui. In 2008 werden twee journalistes van een Triqui-radiostation door een gewapende groepering, waarschijnlijk gelieerd aan de staatsoverheid, vermoord.

## Economie
Zij staan in Mexico bekend om hun geweven huipiles. De Triqui verbouwen onder andere maïs, bonen en kalebassen en voor de export ook suiker, bananen en koffie. De landbouw vindt plaats op gemeenschappelijke milpa's die door 20 tot 30 families bewerkt worden.